# Port lotniczy As-Samara
Port lotniczy As-Samara (ang. Smara Airport, IATA: SMW, ICAO: GMMA) – port lotniczy w mieście As-Samara, w Saharze Zachodniej. Jest to trzeci co do wielkości port lotniczy tego kraju.